# إريك إيمانويل شميت
إريك إيمانويل شميت (بالفرنسية: Éric-Emmanuel Schmitt)‏ ولد في ( 28 مارس 1960) روائي و كاتب مسرحي و مخرج فرنسي من أصول بلجيكية.قدمت أعماله في المسارح العالمية.اشتهرت في الوطن برواية مسيو إبراهيم و زهور القرآن.

## أعماله
- طائفة الأنانيين La secte des égoïstes - ألبان ميشيل، 1994.
- مسيو إبراهيم و زهور القرآن
- أوسكار والسيدة الوردية
- مسرحية مذكرات آن فرانك
- مسرحية خيانة آينشتاين
- مسرحية اعترافات زوجية
- قصص انتقام الغفران
- رواية: «يرى من خلال الوجوه» 2016

## روابط خارجية
- إريك إيمانويل شميت على موقع IMDb (الإنجليزية)
- إريك إيمانويل شميت على موقع مونزينجر (الألمانية)
- إريك إيمانويل شميت على موقع ألو سيني (الفرنسية)
- إريك إيمانويل شميت على موقع ميوزك برينز (الإنجليزية)
- إريك إيمانويل شميت على موقع أول موفي (الإنجليزية)
- إريك إيمانويل شميت على موقع قاعدة بيانات الأفلام السويدية (السويدية)
- إريك إيمانويل شميت على موقع ديسكوغز (الإنجليزية)
- إريك إيمانويل شميت على موقع قاعدة بيانات الفيلم (الإنجليزية)
- إريك إيمانويل شميت على موقع كينوبويسك (الروسية)